# Марасуела
Марасуела (ісп. Marazuela) — муніципалітет в Іспанії, у складі автономної спільноти Кастилія-і-Леон, у провінції Сеговія. Населення — 64 особи (2010).
Муніципалітет розташований на відстані близько 85 км на північний захід від Мадрида, 20 км на захід від Сеговії.

## Демографія
Динаміка населення (INE ):